# 雅克-52

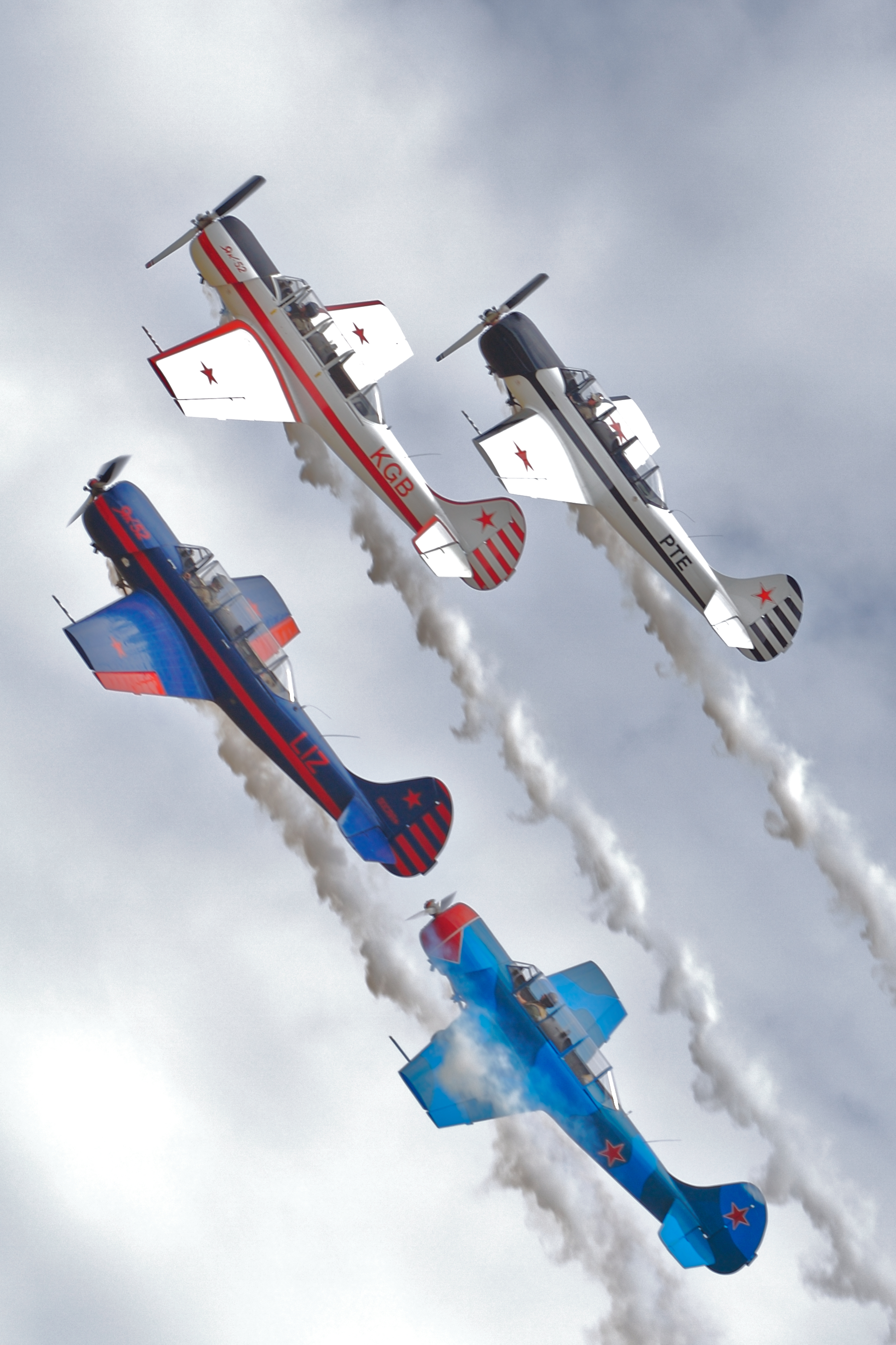
Yak-52在2007年怀拉拉帕空展

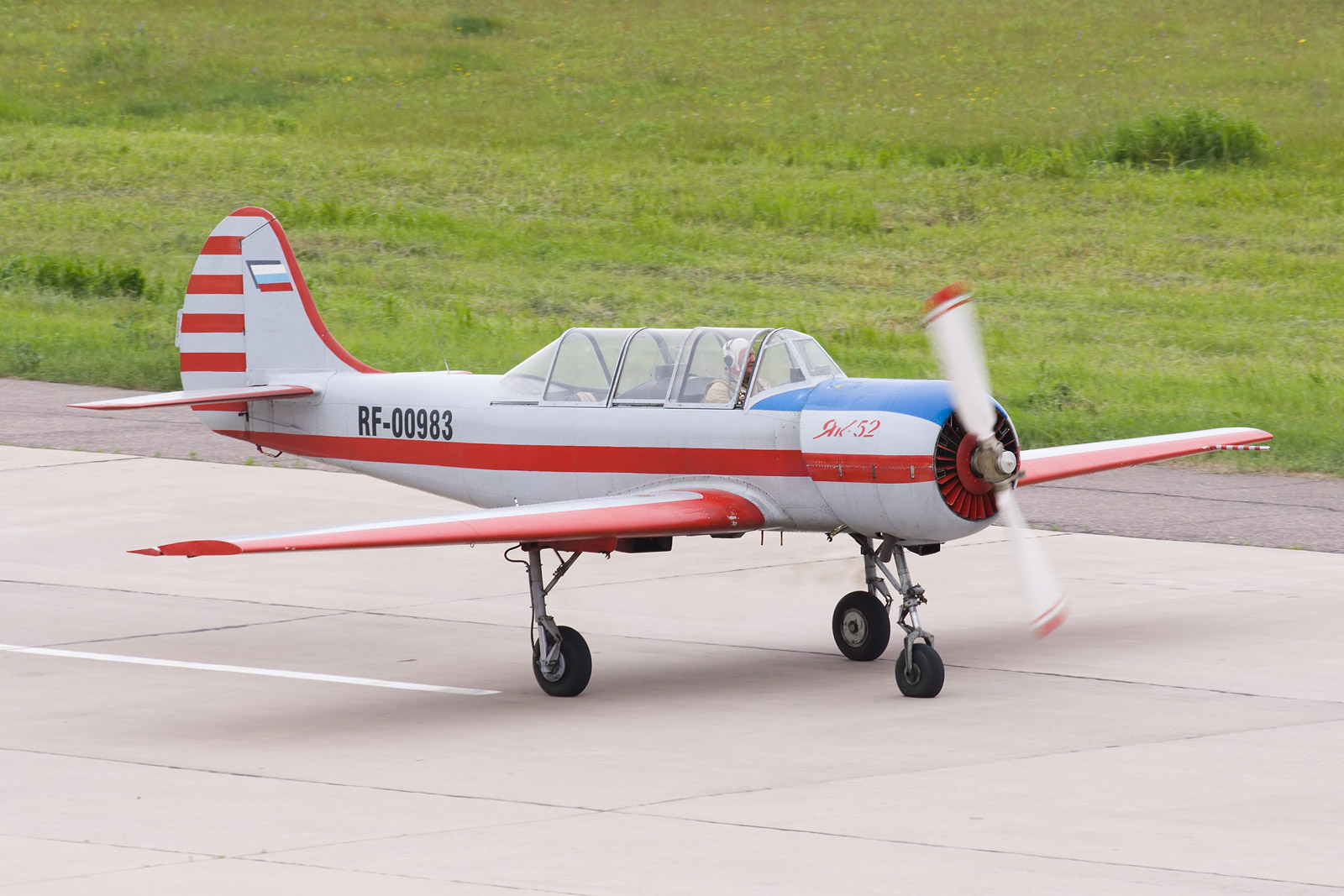
Yak-52在库宾卡

雅克-52是苏联的一款初级教练机。现在仍在羅馬尼亞的航星厂继续生产中。 冷战结束后，大部分雅克-52被卖给了西方国家私人飞行爱好者。
2024年4月，俄羅斯入侵烏克蘭期間，烏軍使用這型飛機在敖德薩上空，擊落了俄罗斯的一架海鹰-10无人机。

## 技术规格

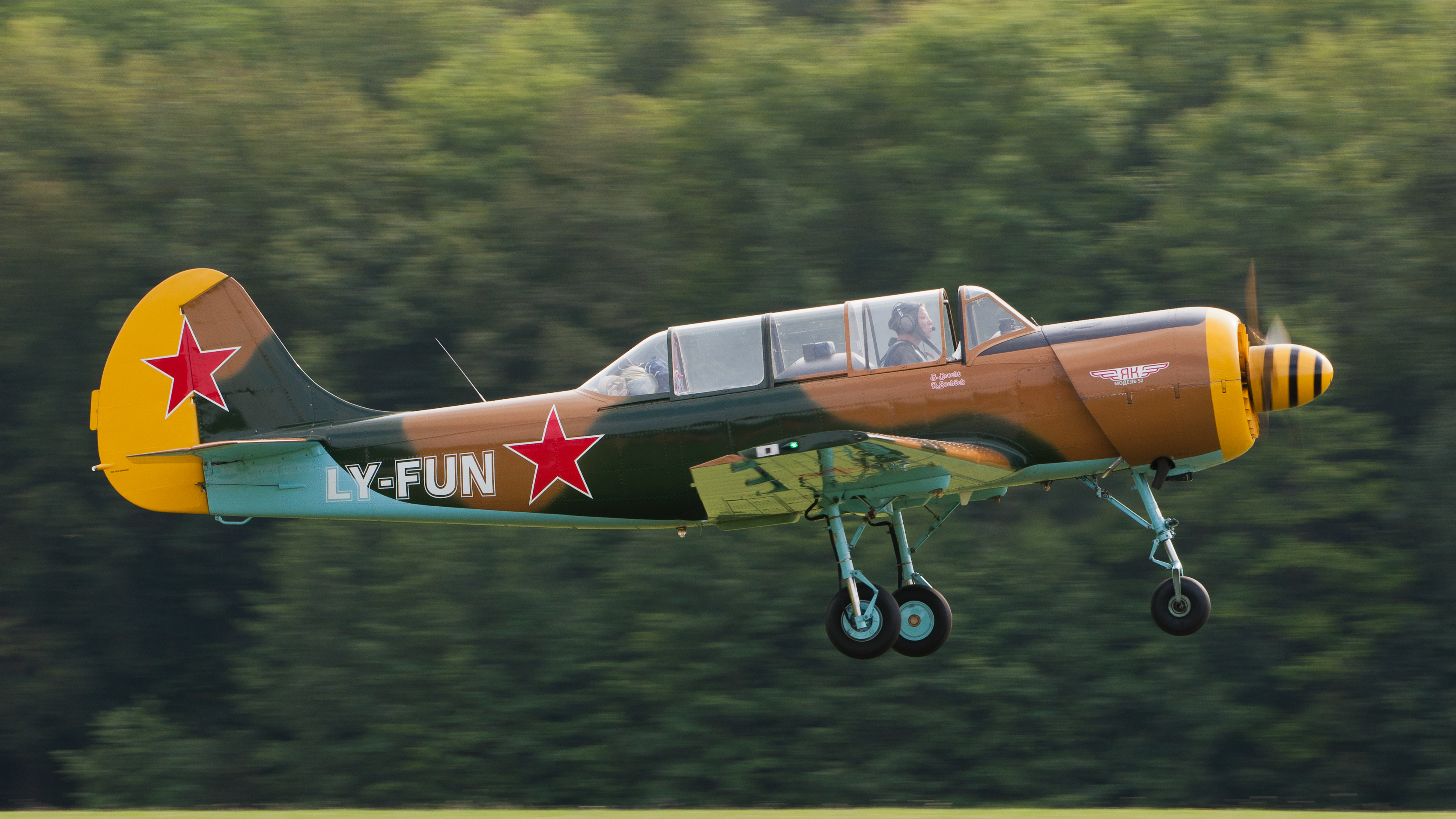
个人拥有的Yak-52起飞中

参考资料：Jane's All The World's Aircraft 1993-94
基本信息
- 机组：2

性能

## 使用國家和地區
- 亞美尼亞
- 白俄羅斯
- 保加利亚
- 匈牙利人民共和国
- 匈牙利
- 拉脫維亞
- 立陶宛
- 羅馬尼亞
- 俄羅斯
- 乌克兰[3]
- 苏联
- 越南[4]